# Sarapuí
Sarapuí est une municipalité brésilienne de l'État de São Paulo et la Microrégion de Sorocaba.